# 霊雲院
霊雲院（れいうんいん）は、京都府京都市東山区本町にある臨済宗東福寺派の寺院で東福寺の塔頭である。

## 歴史
明徳元年（1390年）に岐陽方秀（きようほうしゅう）が開いたとされ、当初は不二庵と呼ばれていた。岐陽和尚は、天龍寺第六十四世、南禅寺第九十六世、東福寺第八十世に歴任した高僧である。明徳4年（1394年）に遣明船が明国から四書や詩経集伝などを舶載した時、岐陽和尚がはじめてこれらに注釈を加えて講義をされ、後に将軍足利義持に篤く帰依されている。
幕末には、この寺で西郷隆盛と勤王の僧、月照が維新へ向けて密議を交わしたといわれ、日露戦争当時にはロシア兵の捕虜収容所となった。50人のロシア兵が8ヶ月に渡ってここで寝起きし、彼らが故郷を想って作った弦楽器が展示されている。

## 建造物
書院
前庭に著名な「九山八海の庭」がある。
観月亭
太閤豊臣秀吉の北野大茶会当時のものを移築した桃山様式の茶室で、1階が四畳半席、2階が五畳半席の珍しい二階建てである。月を邪魔する雲を眼下に臥せさして、月見を催す趣向から「観月亭」と称する。非公開。

## 庭園

### 九山八海の庭
江戸時代中期に作庭され、久しく荒廃していたものを、昭和を代表する造園家・重森三玲が昭和45年（1970年）に復元した。九山八海（くせんはっかい）とは須弥山を中心に八つの山脈と八つの海がとりまくという仏教の世界観で、遺愛石（いあいせき）を須弥山に見立て、白砂の波紋が山海を表現している。
遺愛石
高さ三尺、横四尺余りの青味をおびた小石で、須弥台の上に設けた四角い石船の中に据えられている。第7世住持の湘雪守沅は肥後熊本の人で、藩主細川忠利と親交があり、湘雪和尚が住職として霊雲院へ移られる時に500石の禄を送ろうとしたが、「出家の後、禄の貴きは参禅の邪気なり。庭上の貴石を賜れば寺宝とすべし」と申された。そこで細川家では、遺愛石と銘じた石を須弥台と石船とともに寄贈した。

### 臥雲（がうん）の庭
こちらも三玲の手によるもので、寺号霊雲を主題にした創造的な枯山水庭園である。渓谷に流れる川の流れと、山腹に湧く雲を白砂や鞍馬砂で表現している。

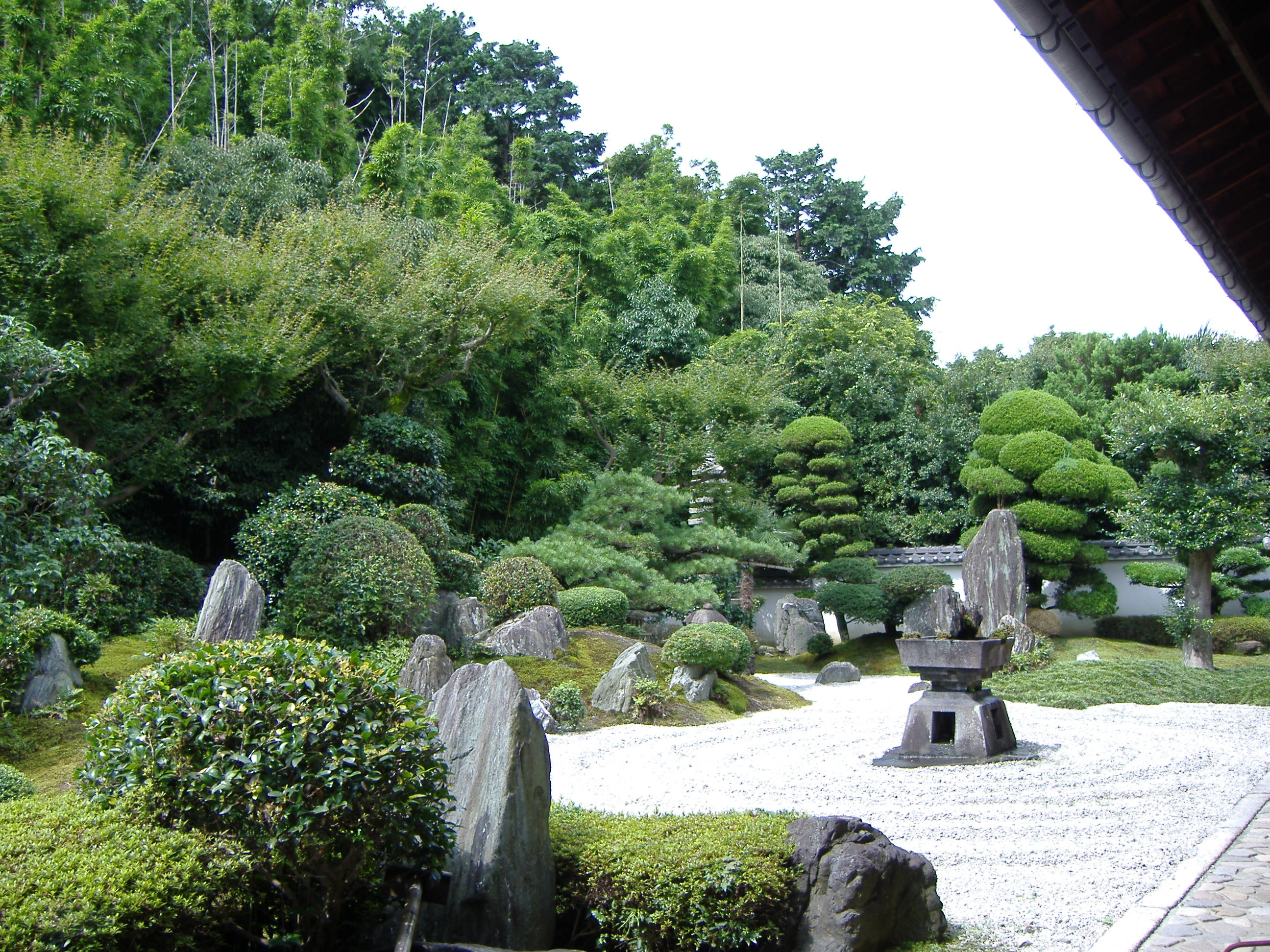
九山八海の庭
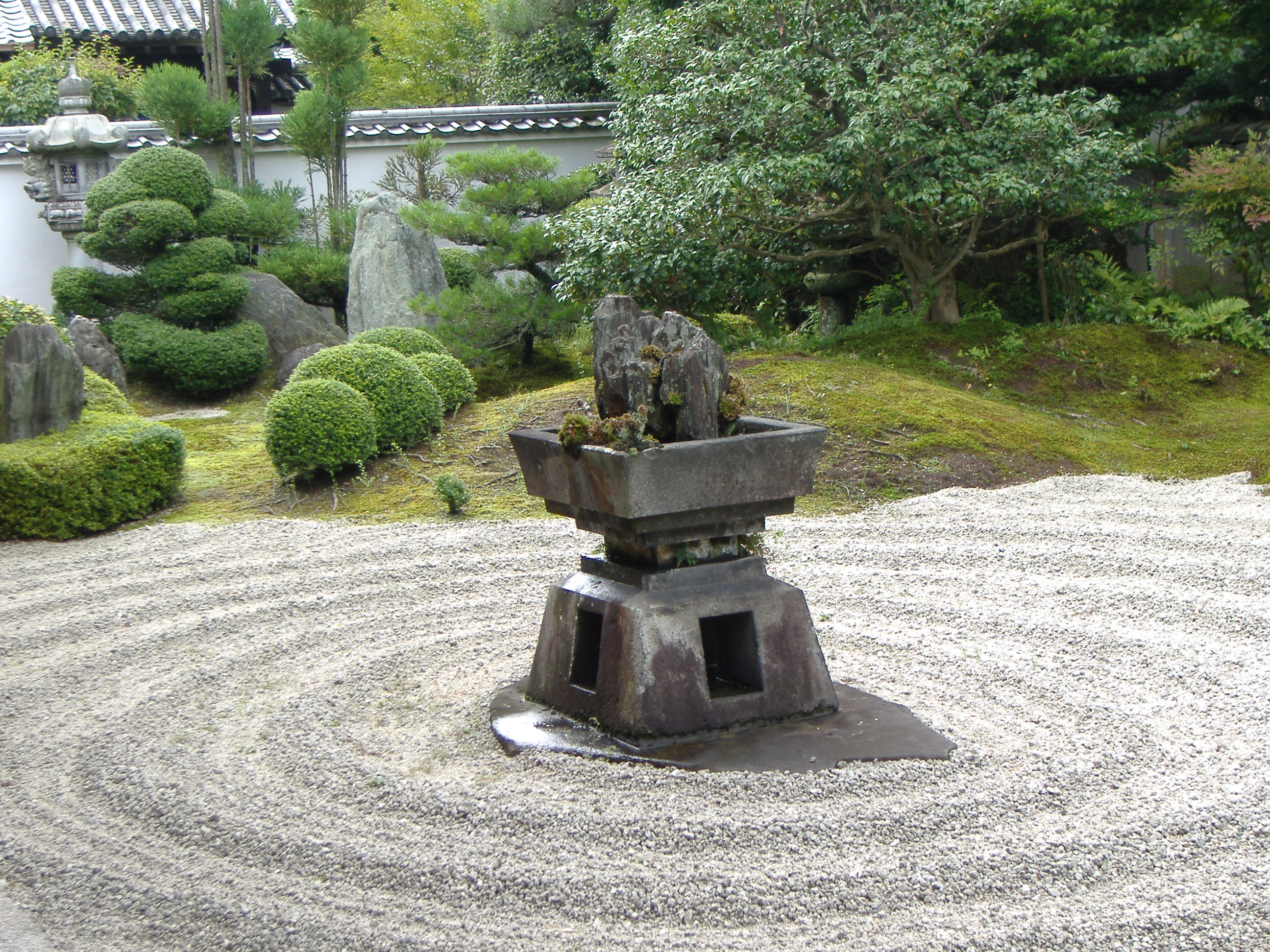
遺愛石
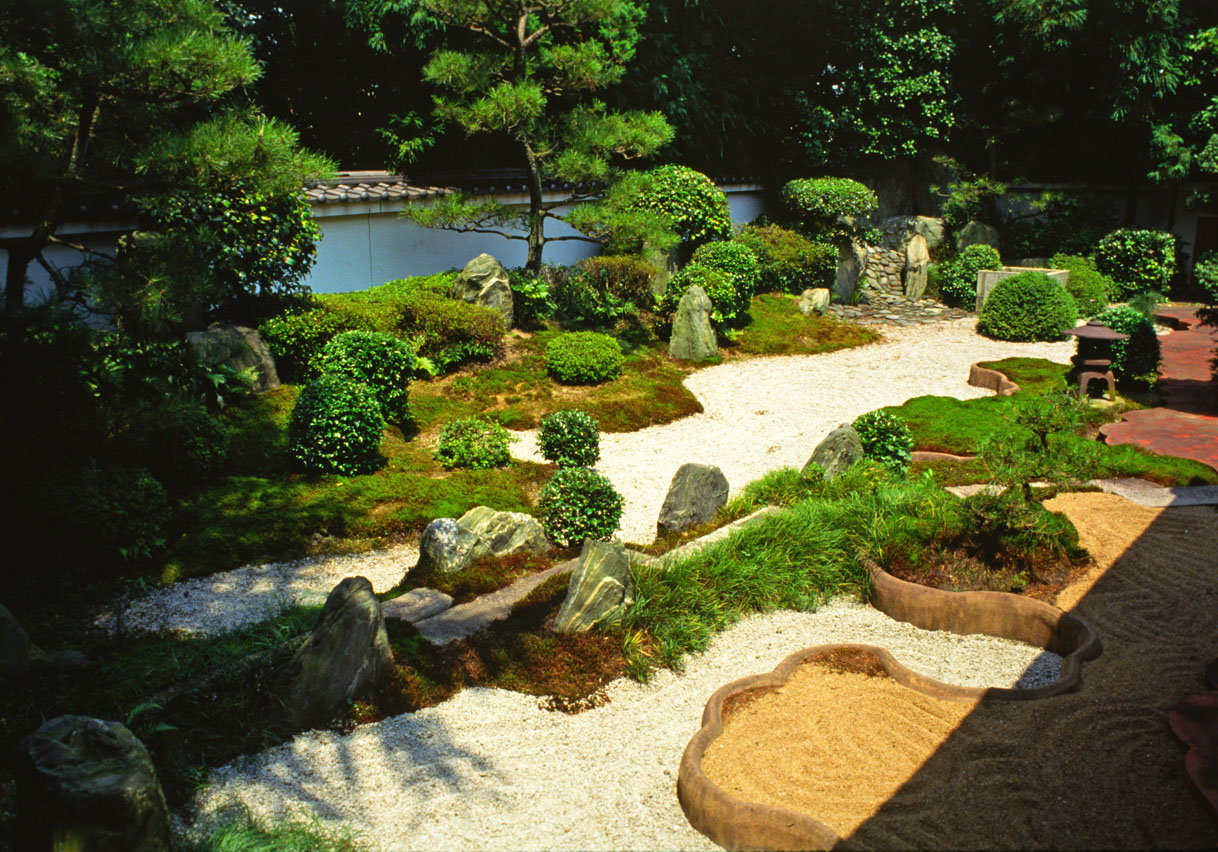
臥雲の庭
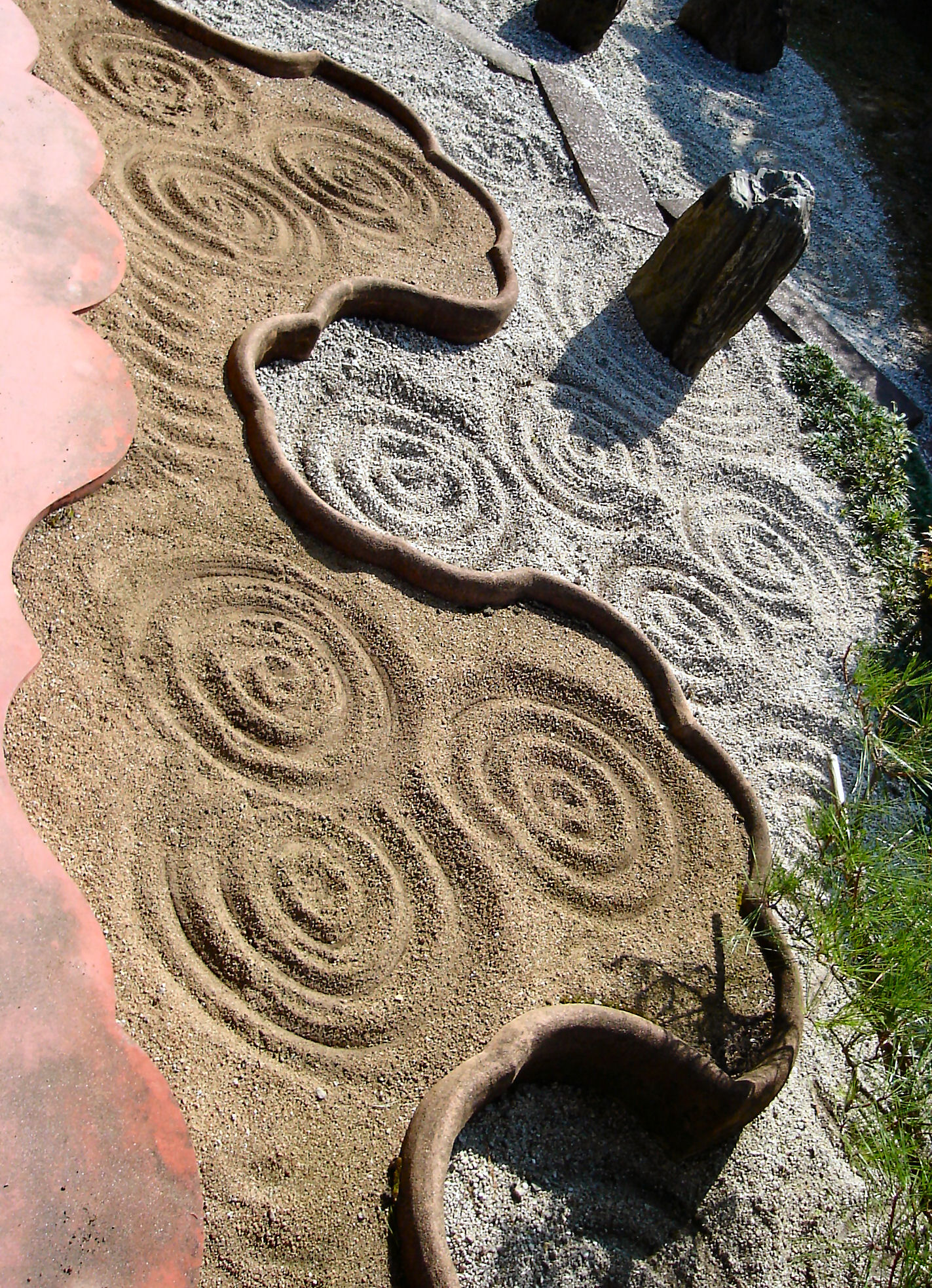
雲を表す砂紋

## 文化財

### 重要文化財
- 絹本著色岐陽和尚像（自賛あり）
- 宋版仏法大明録　2冊
- 宋版十諫書　2冊

※ いずれも京都国立博物館寄託。

## 拝観
- 料金　大人 : 500円　中学生 : 300円
- 時間　10:00 - 15:00
- 休館　不定休
- 車椅子での拝観不可、12歳以下の拝観不可
- 団体割引なし

## アクセス
- JR奈良線・京阪本線 東福寺駅下車、徒歩7分。
- 京都市営バス 東福寺下車、徒歩5分。